# Кодекс 061
Кодекс 061 (Gregory-Aland) — унциальный манускрипт Нового Завета на греческом языке, палеографически датирован V веком. 

## Особенности рукописи
Рукопись содержит текст 1-го послания к Тимофею (3,15-16; 4,1-3; 6,2-8)  на фрагменте одного пергаментного листа (14 x 12 см). Текст расположен в одной колонке в 19 строк. 
Греческий текст рукописи отражает византийский тип текста. Аланд включил его до V категории. 
В настоящее время рукопись хранится в Лувр (Ms. E 7332), в Париже.